# 6819 McGarvey
6819 McGarvey eller 1983 LL är en asteroid i huvudbältet som upptäcktes den 14 juni 1983 av den amerikanska astronomen Suzanne Smrekar vid Kiso-observatoriet. Den är uppkallad efter upptäckarens mor, Flora McGarvey Smrekar.
Asteroiden har en diameter på ungefär 5 kilometer.